# Кампања „Не док ми надгледамо границе”
Пројекат и кампања „Не док ми надгледамо границе” (Not on our border watch!) је паневропска платформа (коалиција) која окупља велики број организација цивилног друштва и независних стручњака, пре свега из области азилног права, који раде на подизању свести о значају поштовања људских права и владавине права. Коалиција је формирана у јулу 2021. године и отворена је за све организације цивилног друштва и појединце који желе да се прикључе.

## О пројекту и кампањи „Не док ми надгледамо границе
Пројекат „Не док ми надгледамо границе” покренула је позната адвокатска канцеларија у чијем је фокусу заштита људских права (Prakken d’Oliveira Human Rights Lawyers), Холандски савет за избеглице, Се-воч фонд за правну помоћ (Sea-Watch Legal Aid Fund) и БКБ која се, између осталог, бави питањима избеглица.
У Манифесту ове кампање подсећа се на део Универзалне декларације о људским правима која је усвојена 1948. године и у којој се наводи да „свако има право да тражи и ужива у другим земљама азил од прогона”. Права која су дефинисана Универзалном декларацијом о људским правима припадају свима, без обзира на било које лично својство појединаца или група: расе, вероисповести, етничког порекла, пола, националности. Манифест се позива и на Повељу ЕУ о основним правима по којој би требало да се обезбеди да свако има право да затражи азил. Манифест упозорава да су земље чланице ЕУ у претходних неколико година практиковале илегалне операције да би потиснуле на десетине хиљада тражилаца азила са граница европских земаља, те одговорност траже од ЕУ и Фронтекса. Коалиција „Не док ми надгледамо границе” се залаже за спречавање кршења основних људских права и коришћење репресије и насиља како би се спречио илегални прелазак границе и могућност да људи којима је неопходна међународна заштита затраже азил. У Манифесту се додаје и да је више од 2.000 људи до сада изгубило животе на овај начин, а да је велики број људи био жртва насиља, злостављања и малтретирања на границама. Ти људи, „мушкарци, жене и деца, беже од ратова и насиља и треба да имају приступ праведном поступку азила”.

## Циљ кампање
Циљ кампање „Не док ми надгледамо границе” је „да се Европска унија (ЕУ) и Фронтекс (Frontex), чији је оснивач ЕУ, позову на одговорност за на хиљаде неформалних протеривања са граница људи који су у потреби за међународном заштитом”. Такође, кампањом се позива да се обезбеди ефикасан поступак азилу. Све чланице платформе траже објашњење „зашто се Фронтекс користи за заобилажење принципа ЕУ и како је могуће да нека европска агенција крши људска права на границама”. Поред подизања свести, пројекат је посвећен и пружању подршке правним поступцима против Фронтекса и европских држава, затим пружање подршке новинарима у истраживачком раду у овој области.

## Чланице коалиције
Кампању „Не док ми надгледамо границе” подржава коалиција европских невладиних организација у циљу позивања ЕУ и Фронтекса на одговорност за кршење забране колективног протеривања десетине хиљада тражилаца азила са европских граница.

### Партнери који су основали коалицију
- Prakken d’Oliveira Human Rights Lawyers
- The Dutch Council for Refugees
- BKB
- Sea-Watch Legal Aid Fund

### Партнери који подржавају коалицију
- Oxfam
- Greek Council for Refugees
- Danish Refugee Council
- Центар за мировне студије
- Global Legal Action Network
- Hungarian Helsinki Committee
- Defence for children
- European Center for Constitutional and Human Rights
- Sea-watch.org
- Human Rights at sea
- Sea - Eye
- Cristian Peacemaker Teams
- Equal Rights Beyond Borders
- A Buon Diritto Onlus
- Stichting Vluchteling
- Aditus Accessing Rights
- Global Legal Action Network (GLAN)
- Association for Juridical Studies on Immigration (ASGI)
- HIAS